# 华南理工大学机械与汽车工程学院
华南理工大学机械与汽车工程学院（简称：华工机汽学院）是华南理工大学下属的工科学院，成立于2008年1月，为华南理工大学规模最大的学院之一。在2020年5月，共有教职工306人，其中专任教师207人；各类在校学生总数近5,000人，其中全日制本科生2,259人，研究生1,541人。

## 历史沿革
机汽学院是在2008年1月，由原机械工程学院、工业装备与控制工程学院和汽车工程学院合并组建而成。

### 机械工程学院

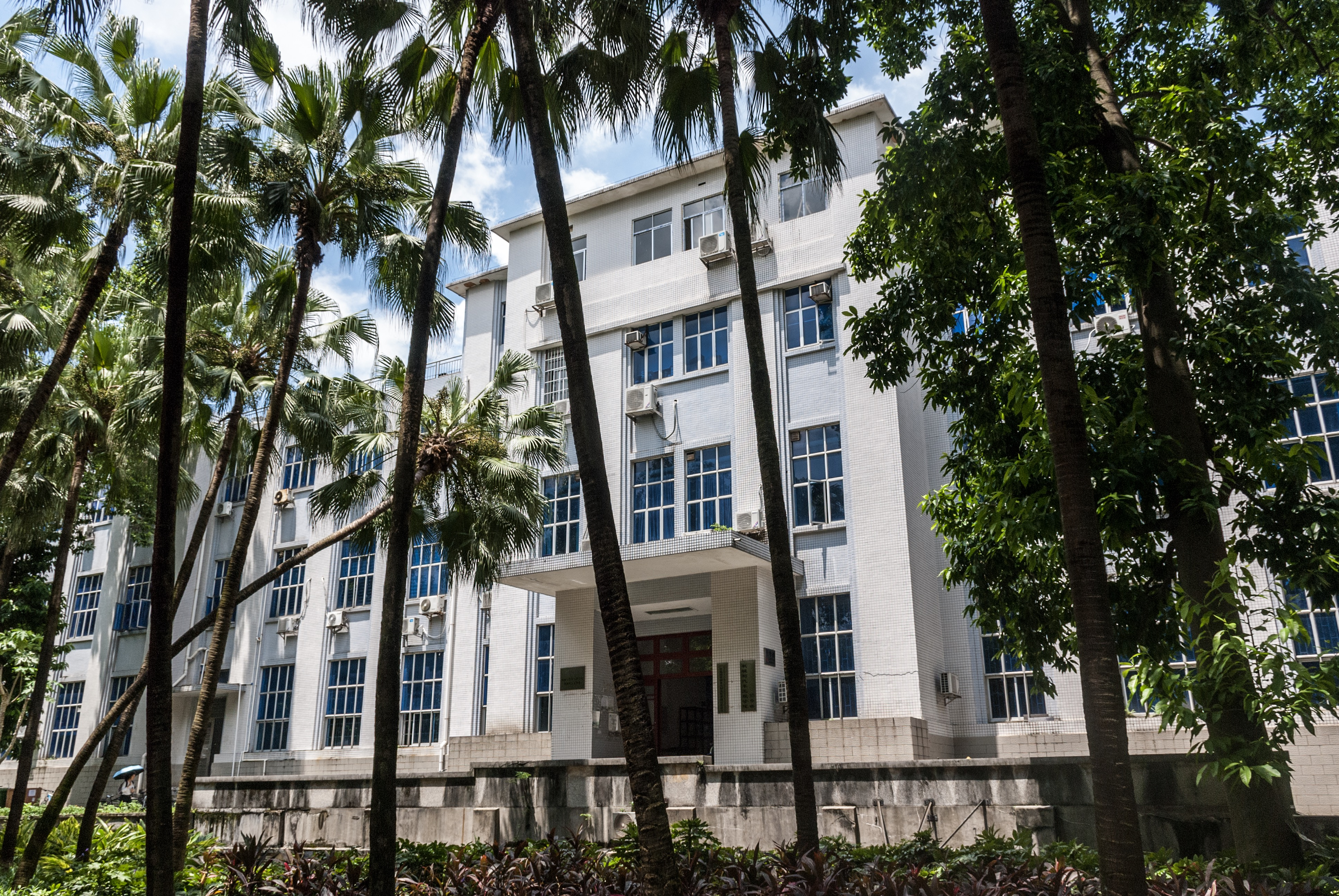
五山校区10号楼，原为国立中山大学工学院强电流实验室，现为机汽学院的实验室

机械工程学院（简称机械学院）成立于2002年3月28日，由原机电工程系、制图教研室和工业培训中心合并而成。
机电工程系的前身是机械工程系，1952年华南工学院成立时，以1934年创办的国立中山大学机械工程系为基础，与华南联合大学机械工程系、广东工业专科学校机械工程专修科等院系合并建立。1981年，华南工学院进行学科调整，将机械工程系进行拆分，其中属冷加工、侧重制造和设计的机械制造和汽车专业成立机械工程一系，属热加工、侧重金属物理性能的铸造、锻压、焊接和热处理专业成立机械工程二系。1995年9月，两系重新合并为机电工程系。
制图教研室前身为华南工学院机械系工程画教研室，于1952年成立，1962年与土木系的制图教研室合并成为全校的制图教研室。
工业培训中心于1999年3月成立，由金工教研室、教学实验厂组成。2008年学院调整时，机械学院下属的材料科学与技术研究所并入材料科学与工程学院，没有整合至新的机汽学院。

### 工业装备与控制工程学院
工业装备与控制工程学院（简称工控学院）前身为创建于1952年的化工机械系（简称化机系），当时包括化工机械、塑料机械、橡胶机械、造纸机械等四个专业。化机系的教学科研工作大多都在现时的北区进行，故北区有很多建筑均以“化机”命名。1996年，原化机系四个专业整合为工业装备与控制工程专业，化机系同年改称工业装备与控制工程系；该专业在1999年更名为过程装备与控制工程。2000年，新增设安全工程专业，是华南地区高校中第一个设立安全工程本科专业的高校。2002年，由系改为学院。

### 汽车工程学院
汽车工程学院（简称汽车学院）于2003年成立，以交通学院汽车工程系车辆工程专业为基础，联合汽车检测中心和机械工程学院部分学科整合而成。汽车学院是中国华南地区第一家专门培养汽车工业人才的学院。

## 组织机构
| - 系所中心 - 机械制造工程系 - 机械电子工程系 - 机械学系 - 汽车工程系 - 工业装备与控制工程系 - 高分子材料先进制造技术与装备研究所 - 金属材料制备成形及装备研究所 - 工程训练中心 | - 办公室 - 综合办公室 - 科研管理办公室 - 本科教学管理办公室 - 研究生教学管理办公室 - 组织人事办公室 - 拓展教育办公室 - 财务室 - 学生工作办公室 | - 学院常设委员会 - 学院学术分委员会 - 学院学位评定分委员会 - 学院教学指导委员会 - 学院实验室（中心）管理评议委员会 - 学院工会分委员会 - 学院教代会执行委员会 | - 学生社团组织 - 团委学生会 - 辩论队 - 华南理工大学机器人实验室 - 华南理工大学方程式赛车队 - 心晴工作室 |

## 学术科研

### 学科设置
截至2019年11月，机汽学院共有如下的研究生学位授权点和本科专业：
- 博士后流动站：机械工程、材料科学与工程、动力工程与工程热物理
- 一级学科博士学位授权点：机械工程、材料科学与工程、动力工程与工程热物理
- 工程博士授权点：机械、材料与化工、资源与环境
- 学术型硕士学位授权点：机械工程、材料科学与工程、动力工程与工程热物理、安全科学与工程
- 全日制专业硕士学位授权点：机械、材料与化工、资源与环境
- 本科专业：机械工程、机械电子工程、过程装备与控制工程、安全工程、材料成型及控制工程、车辆工程

其中，材料科学与工程为国家重点学科、广东省重点学科，机械制造及其自动化为国家重点培育学科，机械工程为广东省重点学科；本科机械工程专业为国家级一流本科专业建设点、国家级特色专业、广东省名牌专业，机械电子工程专业为广东省名牌专业、省级一流本科专业建设点，车辆工程专业为省级一流本科专业建设点。

### 科研机构
截至2019年11月，机汽学院共有部、省、市级科研机构共29个。

| - 国家工程（技术）研究中心 - 聚合物新型成型装备国家工程研究中心 - 国家金属材料近净成型工程技术研究中心 - 国家工程实验室 - 塑料改性与加工国家工程实验室 - 国家地方联合工程实验室 - 半导体显示与光通信器件研发国家地方联合工程研究中心 - 汽车零部件技术国家地方联合工程实验室 - 教育部重点实验室 - 聚合物成型加工工程教育部重点实验室 - 教育重点实验室（B类） - 教育部工程中心 - 金属材料成型及装备教育部工程研究中心 | - 广东省重点实验室 - 广东省汽车工程重点实验室 - 广东省金属新材料制备与成形重点实验室 - 广东省精密装置与制造技术重点实验室 - 广东省高分子先进制造技术及装备重点实验室 - 广东省工程中心 - 广东省金属材料近净成型工程技术研究开发中心 - 广东省城市空调节能与控制工程技术研发中心 - 广东省节能与新能源绿色制造工程技术中心 - 广东省机器人及系统集成工程技术研究中心 - 广东省特种焊接技术与装备工程技术研究中心 - 广东省智能焊接制造装备及机器人工程技术研究中心 - 广东省智能与康复装备工程技术研究中心 - 广东省智能无人船与系统工程技术研究中心 - 广东省金属增材制造工程技术中心 | - 广东省工程实验室 - 广东省电动汽车整车技术工程实验室 - 广东省功能结构与器件智能制造工程实验室 - 广东省教育厅重点实验室 - 精密制造技术与装备广东普通高校重点实验室 - 表面功能结构先进制造广东省普通高校重点实验室 - 广东省教育厅工程中心 - 广东高校绿色校园节能与控制工程技术研究中心 - 广州市工程研究中心 - 广州市有色金属铸造行业技术研究中心 - 广东省协同创新中心 - 广东省高端制造装备协同创新中心 |

## 现任领导
截至2022年11月，学院的领导组成为：
- 院长：李巍华
- 副院长：洪晓斌、冯彦洪、黄沿江、杨超、江赛华
- 党委书记：晋刚
- 党委副书记、纪委书记：杨浩松

## 知名校友及教工
- 魏钢：中国人民解放军空军少将，原中国人民解放军空军装备部部长。[13]
- 柳河生：中国人民解放军少将，原中国人民解放军湖北省军区副司令员。
- 徐建华：原韶关市委书记、韶关市人大常委会主任、韶关市市长、东莞市委书记、东莞市人大常委会主任。
- 张群山：原贵州省人民政府副省长、贵州省经济贸易委员会主任、贵州省人大常委会党组书记。
- 孙大文：爱尔兰华裔食品工程专家，爱尔兰皇家科学院院士、国际食品科学院院士，爱尔兰国立都柏林大学终身教授。[14]
- 瞿金平：中国工程院院士，轻工机械工程专家，华南理工大学聚合物新型成型装备国家工程研究中心和聚合物成型加工工程教育部重点实验室主任、教授，兼任中国轻工机械协会副理事长、广东省机械工程学会理事长。[15]
- 朱江洪：原格力电器集团董事长、总裁。
- 麦伯良：中国国际海运集装箱（集团）股份有限公司总裁。
- 莫道明：广州昊源集团有限公司董事长。
- 莫天全：搜房资讯控股有限公司总裁兼首席执行官。